# 1027 Aesculapia
1027 Aesculapia là một tiểu hành tinh vành đai chính. Nó được phát hiện bởi George Van Biesbroeck ngày 11 tháng 11 năm 1923. Tên ban đầu của nó là 1923 YO11. Nó được đặt theo tên Asclepius, một vị thần trong Greek về y học và việc chữa vết thương. Nó là một thành viên của gia đình Themis.